# Złotniki (Petite-Pologne)
Pour les articles homonymes, voir Złotniki.
Złotniki est une localité polonaise de la gmina d'Igołomia-Wawrzeńczyce, située dans le powiat de Cracovie en voïvodie de Petite-Pologne.